# 天野由梨
天野 由梨（あまの ゆり、1966年1月5日 - ）は、日本の女性声優。京都府京都市伏見区出身、愛知県育ち。本名は吉川 智子（よしかわ ともこ）であり、ごく初期の頃は芸名も本名をそのまま用いていた。アーツビジョン所属。

## 来歴
勝田声優学院、日本ナレーション演技研究所卒業。
1966年1月5日に京都府京都市伏見区で誕生、愛知県で育つ。幼い頃は内気で気弱な性格であったが、小学生の時に芝居に興味を持ち、自己主張できるのがお芝居と気が付き、中学生のころに演劇部に入り、少しずつ開放的な性格になる。母親と共に見ていた宝塚の影響もあり、舞台女優志望であったが、『アルプスの少女ハイジ』の再放送を見て感動して以来、声優の仕事にも興味を持ち、声優養成所の無料レッスンに受かったこともあり、声優の道を進むが、ミュージカルのオーディションも受け続けていた。
1985年に本名である吉川智子の名義で、テレビアニメ『昭和アホ草紙あかぬけ一番!』の女生徒A役で声優デビュー。1987年のテレビアニメ『マシンロボ ぶっちぎりバトルハッカーズ』で、パトリシア・ロングフェロー役でレギュラーを担当するも、声優としての仕事と並行してアルバイトも続けていたが、1990年に『私のあしながおじさん』のジュリア・ルートレッジ・ペンデルトンにてレギュラーを得て、ジュリアを演じていくうちに、「これは私にしか出来ない役、声の仕事が私の天職」と自信を持つようになる。1997年には、自ら企画を立てたドラマCD『マダム・リリーの事件簿』を世に送り出した（『マダム・リリーの事件簿』の企画自体は前年放送していたラジオから立ち上がっていた）。
2000年に声優業から一旦引退するも、2003年8月より復帰し、活動を再開した。ただし、『それいけ!アンパンマン』のあかちゃんまん、『名探偵コナン』の沖野ヨーコなど、以前担当していた一部の役柄には復帰せず、事実上後任に役を譲っているケースもある。

## 人物
キャラクターへの熱い思い入れと情熱的な演技が魅力。
役柄としては、比較的気高く気の強い女性、主人公にとってお姉さん気質の女性、可憐な少女、強さを秘めた女性役を演じる。
趣味・特技はアイリッシュハープ、植物を育てること。アイリッシュハープに関しては、「弾いていると頭の中の雑念が引いていくから」とのこと。千葉耕市からは、「若手にして実力があるということの根源はそのへんにあるのかな」と評されていた。
1993年頃に「ゆりっぺ」という愛称が使われていたが、これは林原めぐみによって名付けられたものである。後輩のゆかなを尊敬し、大事にしている。

## 代役・後任
天野の一時引退に伴い、役を引き継いだ人物は以下の通り。
| 後任         | 役名                       | 概要作品                  | 後任の初担当作品                            |
| ------------ | -------------------------- | ------------------------- | ------------------------------------------- |
| 長沢美樹     | 沖野ヨーコ                 | 『名探偵コナン』          | 第249話                                     |
| 千原江理子   | あかちゃんまん             | 『それいけ!アンパンマン』 | TBA                                         |
| 笹井千恵子   | おことちゃん               | 『それいけ!アンパンマン』 | TBA                                         |
| 能登麻美子   | なでしこさん               | 『それいけ!アンパンマン』 | TBA                                         |
| 折笠愛       | 花輪くんのお母さん         | 『ちびまる子ちゃん』      | TBA                                         |
| 今井由香     | 乙女先生                   | 『おじゃる丸』            | シーズン3                                   |
| 井上喜久子   | ティーラ・ザイン・エルメス | 『女神候補生』            | OAD版                                       |
| 川村万梨阿   | イヴ・ギャラガー           | 『悠久幻想曲』            | 『悠久組曲 All Star Project』               |
| ならはしみき | レイン・ミカムラ           | 『機動武闘伝Gガンダム』   | 『GUNDAM EVOLVE 3 GF13-017NJII GOD GUNDAM』 |
| 荒木香衣     | ジュジュ・クー・シュナムル | 『魔法陣グルグル』        | 『ドキドキ♡伝説 魔法陣グルグル』            |
| 南央美       | 本田ひとし                 | 『クレヨンしんちゃん』    | TBA                                         |

このうち、レイン・ミカムラ役については天野が自身の声優業を再開後に担当に復帰している。2023年には再びあかちゃんまん役を担当している。

## 出演
太字はメインキャラクター。

### テレビアニメ
1985年
- 昭和アホ草紙あかぬけ一番!（1985年 - 1986年、女生徒A、アナウンサー）

1986年
- 生徒諸君!心に緑のネッカチーフを（女子生徒）
- マシンロボ クロノスの大逆襲（エルラ）

1987年
- 赤い光弾ジリオン（女）
- マシンロボ ぶっちぎりバトルハッカーズ（パトリシア・ロングフェロー）

1988年
- 超音戦士ボーグマン（コンピューター）
- ハーイあっこです（マミちゃんのママ、ヨシコ）
- 燃える!お兄さん（女子生徒）

1989年
- 青いブリンク（1989年 - 1990年、子供、カララ）
- 昆虫物語 みなしごハッチ（アブの子供）
- それいけ!アンパンマン（1989年 - 2023年、あかちゃんまん〈2代目→4代目〉、なでしこさん〈初代〉、おことちゃん〈初代〉）
- ミラクルジャイアンツ童夢くん（綾小路由貴）
- レスラー軍団〈銀河編〉 聖戦士ロビンJr.（Queen火美子、志信丸、麗凍士、スペード）

1990年
- アイドル天使ようこそようこ（ジュリア、有村理沙）
- からくり剣豪伝ムサシロード（オニヒメ）
- ちびまる子ちゃん（1990年 - 2022年、プサディ、ゆうこちゃん、双子の姉妹、花輪くんのお母さん〈初代〉、よう子ちゃん） - 2シリーズ
- まじかる☆タルるートくん（閃光の女神）
- まじかるハット（ドグヨ）
- 魔法使いサリー（1989年版）（1990年 - 1991年、マリア、シモン〈2代目〉）
- 三つ目がとおる（モエギ）
- 桃太郎伝説 PEACHBOY LEGEND（サチ）
- RPG伝説ヘポイ（フローネ姫）
- ルパン三世 ヘミングウェイ・ペーパーの謎
- 私のあしながおじさん（ジュリア・ルートレッジ・ペンデルトン）

1991年
- おばけのホーリー（毛糸のおばけ・ムクムク）
- 機甲警察メタルジャック（吉沢えり子）
- 太陽の勇者ファイバード（ミリア、天野ユリ）
- 楽しいムーミン一家 冒険日記（クレオバニラ）
- トラップ一家物語（ナスターシャ）
- ハイスクールミステリー学園七不思議（一条みずきの母、桐生あゆみ）
- 新世紀GPXサイバーフォーミュラ（葵今日子）
- 魔神英雄伝ワタル2（ズボシばあさん）
- わたしとわたし ふたりのロッテ（ニーナ）

1992年
- あしたへフリーキック（有高みづほ、チコのお友だち）
- 宇宙の騎士テッカマンブレード（ソフィア）
- 風の中の少女 金髪のジェニー（サリー）
- クレヨンしんちゃん（1992年 - 1995年、お母さん、由美子、OL、ホステス、本田ひとし〈初代〉）
- 元気爆発ガンバルガー（1992年 - 1993年、ナオミ）
- スペースオズの冒険（シェーラ姫）
- ファンタジーアドベンチャー 長靴をはいた猫の冒険（シンデレラ）
- 幽☆遊☆白書（1992年 - 1995年、雪村螢子）
- 横山光輝 三国志

1993年
- 海がきこえる（清水明子）
- 熱血最強ゴウザウラー（1993年 - 1994年、朝岡しのぶ、長田秀三、弥生由里）
- 美少女戦士セーラームーン シリーズ（1993年 - 1995年、振り子〈ペンジュラム〉のベルチェ、女優、ブー子、セレセレ、桐子） - 3シリーズ
- 姫ちゃんのリボン（五利重美）
- 無責任艦長タイラー（ユリコ・スター少佐）
- 勇者特急マイトガイン（1993年 - 1994年、松原いずみ、吉永テツヤ）

1994年
- 機動武闘伝Gガンダム（1994年 - 1995年、レイン・ミカムラ）
- 白雪姫の伝説（白雪姫）
- ハックルベリー・フィン物語（シッド、ジュリー・ワトソン、フェルプス婦人）
- 魔法騎士レイアース（アルシオーネ）
- 勇者警察ジェイデッカー（ルーア）

1995年
- 愛天使伝説ウェディングピーチ（ミミ、玲子）
- アニメ世界の童話（白雪姫）
- ご近所物語（ユカリ）
- 黄金勇者ゴルドラン（メーテ）
- 鬼神童子ZENKI（カルマ、ルルパパ）
- 恐竜冒険記ジュラトリッパー（タイガー）
- 十二戦支 爆烈エトレンジャー（白雪姫）
- 神秘の世界エルハザード（イフリータ）
- 天地無用!（1995年 - 1997年、真備清音） - 2シリーズ
- ナースエンジェルりりかSOS（森谷まどか、ヘレナ）
- 覇王大系リューナイト（アドリア）
- 魔法陣グルグル（ジュジュ）
- モジャ公（エリカ姫）

1996年
- ゲゲゲの鬼太郎（第4作）（花子）
- きこちゃんすまいる（吉永さおり、子天使ポ）
- 機動新世紀ガンダムX（オニミム・スー）
- シティーハンター ザ・シークレット・サービス（新庄安奈）
- セイバーマリオネットJ（1996年 - 1998年、ミカエル、ミス・ローレライ） - 2シリーズ
- 天空のエスカフローネ（エリーズ、ナリア）
- 魔法少女プリティサミー（雨百合清音）
- 名探偵コナン（1996年 - 2020年、沖野ヨーコ〈初代〉、倉橋恵子、門奈道子、楓優子 他）

1997年
- エルフを狩るモノたちII（プラナ）
- こどものおもちゃ ニューヨーク編（ミズグチユウコ）
- 中華一番!（フェイの母親）
- 深海伝説MEREMANOID（メーギャン）
- 手塚治虫の旧約聖書物語（マリア）
- BURN-UP EXCESS（ナンベル）
- はいぱーぽりす（ポー・ド・ロックフォール警部補）
- 吸血姫美夕（陽子）
- 烈火の炎（形代零蘭）

1998年
- 異次元の世界エルハザード（イフリータ）
- 浦安鉄筋家族（大沢木順子）
- おじゃる丸（乙女先生〈初代〉）
- SHADOW SKILL -影技-（リルベルト・ル・ビジュー）
- セクシーコマンドー外伝 すごいよ!!マサルさん（マリコ先生、アバンの女）
- 聖ルミナス女学院（松島菜桜子）
- DTエイトロン（シュウの母）
- TRIGUN（エリザベス）
- 万能文化猫娘（石山桃子）
- 遊☆戯☆王（桜井美雪）

1999年
- おるちゅばんエビちゅ（マァくんの彼女 他）
- キョロちゃん（ママ）
- コレクター・ユイ（春日さくら）
- ポケットモンスター（ヒイラギ）

2000年
- 女神候補生（ティーラ・ザイン・エルメス）

2003年
- R.O.D -THE TV-（三島晴美）
- 高橋留美子劇場 人魚の森（苗）
- 探偵学園Q（白州真弓）
- ポケットモンスター アドバンスジェネレーション（ヨーコ）

2004年
- 犬夜叉（月黄泉）
- うた∽かた（美月）
- tactics（仁の母、千景）
- みさきクロニクル〜ダイバージェンス・イヴ〜（紅葉アカリ）
- 月詠 -MOON PHASE-（清音〈葉月の母〉）
- 天上天下（凪真紀子、母）
- 遙かなる時空の中で-八葉抄-（鷹通の母）
- 忘却の旋律（浜崎けい子）
- マシュマロ通信（2004年 - 2005年、サンディママ、バジルママ、タンジェリン）
- レジェンズ 甦る竜王伝説（BB、シュウの母）

2005年
- 奥さまは魔法少女（谷嶋由貴、ヴァレンタイン・ヴァレンティーノ）
- 陰陽大戦記（甘露のミユキ）
- ガン×ソード（ハエッタ）
- トリニティ・ブラッド（ミルカ・フォルトゥナ）

2006年
- おとぎ銃士 赤ずきん（カインの母）
- コードギアス 反逆のルルーシュ（カレンの母）
- 地獄少女（あいの母）
- スクールランブル 二学期（沢近愛理の母）
- 姫様ご用心（椿えびね）
- まじめにふまじめ かいけつゾロリ（ユミ・エミの母）
- 蟲師（さよ）

2007年
- 古代王者 恐竜キング Dキッズ・アドベンチャー（詩乃）
- こどものじかん（九重秋）
- 素敵探偵ラビリンス（和泉いなほ）
- 蒼天の拳（太炎の母）
- D.Gray-man（クレア・ヘッセ）

2008年
- Yes!プリキュア5GoGo!（森田よしみ）
- ストライクウィッチーズ（2008年 - 2010年、宮藤母） - 2シリーズ
- 隠の王（一季）
- ねぎぼうずのあさたろう（おつる）
- Mission-E（倉持茜）

2009年
- キャシャーン Sins（ホーティ）
- こんにちは アン 〜Before Green Gables（シャーロット・ハモンド）
- 真・恋姫†無双（劉備の母）
- スレイヤーズEVOLUTION-R（タフォーラシア国民E）
- 鋼の錬金術師 FULLMETAL ALCHEMIST（サラ・ロックベル）
- フレッシュプリキュア!（千香）

2010年
- 裏切りは僕の名前を知っている（式部為吹）
- ハートキャッチプリキュア!（まゆか）
- 夢色パティシエール（ミシェル）

2011年
- フリージング（2011年 - 2013年、ノエル） - 2シリーズ

2012年
- 黒魔女さんが通る!!（藤原遊馬）
- 中二病でも恋がしたい!（2012年 - 2014年、勇太の母） - 2シリーズ

2013年
- 新世界より（鳥飼宏美）

2014年
- サムライフラメンコ（後藤の母）
- とある飛空士への恋歌（マリア・ラ・イール）

2015年
- 神様はじめました◎（奈々生の母）
- Go!プリンセスプリキュア（ホープキングダム王妃）

2016年
- 坂本ですが?（美人局）
- 新あたしンち（里奈ママ）
- 名探偵コナン エピソード“ONE” 小さくなった名探偵（ひとみ）

2017年
- タイムボカン24（婦人4）
- キラキラ☆プリキュアアラモード（琴爪しの）
- カブキブ!（蛯原母）
- サクラダリセット（美空の母）
- このはな綺譚（礼の母）

2018年
- 京都寺町三条のホームズ（梶原綾子）

2019年
- ストライクウィッチーズ 501部隊発進しますっ!（宮藤清佳）
- 放課後さいころ倶楽部（武笠巴）

2020年
- 富豪刑事 Balance:UNLIMITED（本山、母親）

2021年
- ワールドウィッチーズ発進しますっ!（宮藤清佳）
- かげきしょうじょ!!（野原ミレイ）

2025年
- いずれ最強の錬金術師?（エリザベス）
- 俺だけレベルアップな件 Season 2 -Arise from the Shadow-（水篠聡子）

### 劇場アニメ
1986年
- プロジェクトA子（生徒）

1990年
- それいけ!アンパンマン ばいきんまんの逆襲（あかちゃんまん）
- ちびまる子ちゃん（よう子ちゃん）

1991年
- うしろの正面だあれ
- 機動戦士ガンダムF91（ジェシカ・ングロ）
- それいけ!アンパンマン ドキンちゃんのドキドキカレンダー（あかちゃんまん）
- とべ!くじらのピーク

1992年
- それいけ!アンパンマン アンパンマンとゆかいな仲間たち（あかちゃんまん）

1993年
- うしおととら 風狂い（中村麻子）
- カッパの三平（千穂）

1994年
- それいけ!アンパンマン みんな集まれ! アンパンマンワールド（あかちゃんまん）
- 幽☆遊☆白書 冥界死闘篇 炎の絆（雪村螢子）

1996年
- けろけろけろっぴのびっくり! おばけやしき
- 劇場版 天地無用! in LOVE（清音真備）
- ドラえもん のび太と銀河超特急（ドリーマーズランドのガイド）
- 魔法陣グルグル 劇場版（ジュジュ・クー・シュナムル）

1997年
- 劇場版 天地無用! 真夏のイヴ（清音真備）
- 魔法学園LUNAR! 青い竜の秘密（バルア）

1999年
- 劇場版 天地無用! in LOVE2 遙かなる想い（清音真備）

2012年
- ストライクウィッチーズ 劇場版（宮藤清佳）

2013年
- 中二病でも恋がしたい!シリーズ（2013年 - 2018年、勇太の母） - 2作品

### OVA
1986年
- バイオレンスジャック ハーレムボンバー（通信員）

1988年
- プロジェクトA子3 シンデレラ・ラプソディ

1990年
- NINETEEN 19（美子）
- 冒険!イクサー3（静可愛）
- 魔動王グランゾート 最後のマジカル大戦（空港アナウンサー、大地の母）
- ライトニングトラップ レイナ&ライカ（ナミ）

1991年
- 一本包丁満太郎2 大阪そうめん戦争（女の子）
- インフェリウス惑星戦史外伝 CONDITION GREEN（1991年 - 1993年、アンジー・ペイジ）
- おカマ白書（キャサリン）
- おざなりダンジョン 風の塔（神宮）
- おたくのビデオ（佐藤由梨）
- カプリコン（ノン）
- ガルフォース 新世紀編（ガーネット）
- 銀河英雄伝説（シャルロット・フィリス・キャゼルヌ、キャゼルヌ家の次女）

1992年
- あばしり一家（白嶺雪子）
- うしおととら（中村麻子）
- 永遠のフィレーナ（エルテナ）
- シークエンス（めぐみ）
- 電影少女 -VIDEO GIRL AI-（早川もえみ）
- 新世紀GPXサイバーフォーミュラ グラフィティ（葵今日子）
- 新世紀GPXサイバーフォーミュラ11（1992年 - 1993年、葵今日子）
- ねこひきのオルオラネ（女性）
- のぞみ♡ウィッチィズ（北川）

1993年
- 悪右衛門（くずのは）
- アニメ・アート・ビデオ・コレクション 「ジャックと豆の木」（ハープ）
- アル・カラルの遺産（レス）
- キャシャーン（サグリア）
- SINGLES（咲坂乃梨子）
- 砂の薔薇 雪の黙示録（コリーン）
- MINKY MOMO IN 夢にかける橋（少女）
- モルダイバー（ジェニファー）

1994年
- アイドル防衛隊ハミングバード（取石弥生）
- 新・キューティーハニー（ゴールドディガー）
- 他人の関係（長谷みやこ）
- 誕生 〜Debut〜（楠忍）
- 熱砂の惑星 女公安官ケイト（ケイト・カーティス）
- 爆炎CAMPUSガードレス（紫）
- B.B.フィッシュ（アユール）
- 新世紀GPXサイバーフォーミュラZERO（1994年 - 1995年、葵今日子）
- 無責任艦長タイラー 特別編（ユリコ・スター少佐）
- 幽幻怪社（秘書）

1995年
- 戦ー少女イクセリオン（河合可愛）
- ウダウダやってるヒマはねェ!（大日方あけみ）
- 学校の幽霊
- 銀河お嬢様伝説ユナ〜哀しみのセイレーン〜（ライカ）
- 神秘の世界エルハザード（イフリータ）
- 聖羅ヴィクトリー（マルガリータ）
- 無責任艦長タイラー（ユリコ・スター少佐）

1996年
- ガルフォース・ザ・レボリューション（ウエスト・フォース司令）
- ツインシグナル〜ファミリーゲーム〜（クリス・サイン）
- BURN-UP W（ナンベル）
- ふしぎ遊戯（神代魅）
- 新世紀GPXサイバーフォーミュラ EARLYDAYS RENEWAL（葵今日子）
- 新世紀GPXサイバーフォーミュラSAGA（1996年 - 1997年、葵今日子）

1997年
- ありす in Cyberland（ゾーン）
- VS騎士ラムネ&40FRESH（カカオの母、オペレーター）
- フォトン（ラシャラ・ムーン）
- またまたセイバーマリオネットJ（ミス・ローレライ）
- レイアース（アルシオーネ

1998年
- 新世紀GPXサイバーフォーミュラSIN（1998年 - 2000年、葵今日子）
- 万能文化猫娘DASH!（石山桃子）

1999年
- グラビテーション（鵜飼典子）

2005年
- ストリートファイターALPHAジェネレーション（風花、さやか）

2018年
- 幽☆遊☆白書 のるかそるか（雪村螢子）

### ゲーム
1992年
- エメラルドドラゴン（タムリン） - FM TOWNS版

1993年
- ヴァイ 〜流星の鎧〜（エリン〈エリュンティア〉）
- ヴェインドリームII（パーシャ）
- 聖魔伝説3×3EYES（燐鬼）
- 幽☆遊☆白書 闇勝負!!暗黒武術会（雪村螢子）

1994年
- アドヴァンスト・V.G.（結城綾子）
- 機動武闘伝Gガンダム（レイン・ミカムラ）
- KO世紀ビースト三獣士 〜ガイア復活 完結編〜（ゾット・スール）
- スタートリング・オデッセイII 魔竜戦争（パトリシア・ハイネルド）
- スターブレイカー（ウーラ）
- 誕生 〜Debut〜（楠忍）
- 電脳天使 〜デジタルアンジュ〜（フォルシーニア・サダルスード・ルクバァ） - PC・PCE版
- 初恋物語（フォルシーニア・サダルスード・ルクバァ）

1995年
- 戦国サイバー 藤丸地獄変（韋駄天風子）
- ツインビーヤッホー! ふしぎの国で大あばれ!!（メロディ女王）
- 魔法騎士レイアース（セガサターン版）（アルシオーネ）
- マッハブレイカーズ（場内アナウンス）
- メタルファイター♥MIKU（サスペリア凶子）
- 真怨霊戦記（桜木香）

1996年
- ありす in Cyberland（ゾーン）
- 銀河お嬢様伝説ユナFX 哀しみのセイレーン（ライカ）
- 金田一少年の事件簿 悲報島 新たなる惨劇（葉月マユラ）
- クイズなないろDREAMS 虹色町の奇跡（東鳩真由美）
- 新スーパーロボット大戦（レイン・ミカムラ）
- ストリートファイターEX（ほくと）
- 対戦とっかえだま（白河りか）
- 天地無用!魅御理温泉湯けむりの旅（清音）
- 七つの秘館（鈴子）
- はるかぜ戦隊Vフォース（葵華月）
- ファイアーウーマン纏組（瀬田ひろみ）
- ライトニングレジェンド 大悟の大冒険（愛宕美砂、愛宕理砂）

1997年
- アルナムの翼 焼塵の空の彼方へ（マユコダ）
- QUIZなないろDREAMS 虹色町の奇跡（小鳩真由美） - SS・PS版
- スーパーロボット大戦F（レイン・ミカムラ）
- ストリートファイターEX plus（ほくと、血の封印を解かれたほくと）
- ストリートファイターEX plus α（ほくと、血の封印を解かれたほくと）
- ストリートファイターIII -NEW GENERATION-（いぶき）
- ストリートファイターIII 2nd IMPACT -GIANT ATTACK-（いぶき）
- 続 初恋物語 〜修学旅行〜（岩館麻希）
- テイルズ オブ デスティニー（マリー・エージェント、イレーヌ・レンブラント）
- 天地無用! 連鎖必要（清音）
- 天空のエスカフローネ（ナリア、みづる）
- ネクストキング 恋の千年王国（アニス）
- バルクスラッシュ（リーゼン・ラヴィア）
- パワードール2（リサ・キム）
- ポケットファイター（いぶき）
- マリカ 〜真実の世界〜（オルガ）
- 魔法学園LUNAR!（バルア）

1998年
- アジト2（徳永美鈴）
- EVE The Lost One（鈴田夏海）
- アドヴァンスト・V.G.2（結城綾子）
- エーベルージュ スペシャル 〜恋と魔法の学園生活〜（ミュラー・ヴィアンデン）
- ガイナロックR（メグ・フェレイラ）
- 風の丘公園にて（式町夕）
- サウザンドアームズ（ジェラ）
- スーパーロボット大戦F完結編（レイン・ミカムラ）
- ストリートファイターEX2（ほくと）
- 双界儀（朱童ひふみ）
- 戦国美少女絵巻 空を斬る!!（風魔 雪、露）
- にじいろトゥインクル 〜ぐるぐる大作戦〜（クリアドネー）
- バックガイナー よみがえる勇者たち（宮下絵里、ジュリ）
  - 覚醒編「ガイナー転生」
  - 飛翔編「うらぎりの戦場」

- ファーランドサーガ 時の道標（ラディッシュ）
- プリズムコート（二階堂麗奈）
- プリンセスクエスト（シフォン）
- マール王国の人形姫（エトワール・ローゼンクイーン）
- 魔法少女プリティサミー ハートのきもち（清音）
- 悠久幻想曲 ensemble（イヴ・ギャラガー）
- 悠久幻想曲 2nd Album（イヴ・ギャラガー）

1999年
- キャプテン・ラヴ（加賀谷忍）
- スーパーヒーロー作戦（レイン・ミカムラ）
- ストリートファイターEX2 PLUS（ほくと）
- ストリートファイターIII 3rd STRIKE -Fight for the Future-（いぶき、エフィー）
- Sonata（BF1-CHIHAYA、チハヤ・マグナス、大曽根ちはや）
- デバイスレイン（空木理子）
- ハイスクール・オブ・ブリッツ（ダイアン）
- 新世紀GPXサイバーフォーミュラ 新たなる挑戦者（葵今日子）
- 悠久幻想曲 ensemble2（イヴ・ギャラガー）
- リトルプリンセス マール王国の人形姫2（エトワール・ローゼンクイーン、ランラン）

2000年
- SDガンダム GGENERATION シリーズ（2000年 - 2025年、ドーフマン、ジェシカ・ングロ、レイン・ミカムラ） - 9作品
- エターナルアルカディア（ベレーザ）
- 高機動幻想ガンパレード・マーチ（ウィチタ・更紗）
- サモンナイト（ミモザ・ロランジュ）
- ストリートファイターEX3（ほくと）

2001年
- サクラ大戦3 〜巴里は燃えているか〜（ナーデル）
- スタートリングアドベンチャーズ 空想3×大冒険（マム グリソム）

2002年
- スーパーロボット大戦IMPACT（レイン・ミカムラ）
- テイルズ オブ ザ ワールド なりきりダンジョン2

2004年
- スーパーロボット大戦MX（レイン・ミカムラ）

2005年
- スーパーロボット大戦MX ポータブル（レイン・ミカムラ）
- テイルズ オブ ザ ワールド なりきりダンジョン3
- 幽☆遊☆白書FOREVER（雪村螢子）

2006年
- テイルズ オブ デスティニー（PS2版）（マリー・エージェント）

2007年
- ガンダム無双（レイン・ミカムラ）

2008年
- インフィニット アンディスカバリー（サランダ、セラフィマ）
- スーパーロボット大戦A PORTABLE（レイン・ミカムラ、早乙女ミユキ）

2009年
- スーパーロボット大戦NEO（朝岡しのぶ、長田秀三、アドリア）
- テイルズ オブ バーサス（マリー・エージェント）

2010年
- 機動戦士ガンダム エクストリームバーサス（2010年 - 2016年、レイン・ミカムラ） - 3作品

2011年
- 文明開華 葵座異聞録（乙姫）

2013年
- スーパーロボット大戦Operation Extend（香貫花・クランシー、朝岡しのぶ、長田秀三）

2018年
- 機動戦士ガンダム エクストリームバーサス2（2018年 - 2025年、レイン・ミカムラ） - 4作品

2019年
- 幽☆遊☆白書 100%本気バトル（雪村螢子）

2020年
- テイルズ オブ ザ レイズ（マリー・エージェント）
- 共闘ことばRPG コトダマン（雪村螢子）

2021年
- ファイアーエムブレム ヒーローズ（マーニャ）

2022年
- 機動戦隊アイアンサーガ（香貫花・クランシー）
- SDガンダム バトルアライアンス（レイン・ミカムラ）
- コードギアス 反逆のルルーシュ ロストストーリーズ

2023年
- 機動戦士ガンダム アーセナルベース（レイン・ミカムラ）

2025年
- パズル&ドラゴンズ（レイン・ミカムラ）
- スーパーロボット大戦Y（レイン・ミカムラ）

### ドラマCD
- ツインビーPARADISEシリーズ（メロディ王女、ソレイユ〈マドカの娘〉）

1991年
- 魔界学園I 転校生編（氷河めぐみ）
- 魔界学園II 激闘編（氷河めぐみ）
- 魔神英雄伝ワタル3 CDシネマ1 救世主復活篇（マズルカ）

1992年
- 機甲警察メタルジャック PARTY JACK
- NEWドリームハンター麗夢 総統のメルセデス（夢見小僧）
- 電影少女 2nd イメージ・サウンドトラック -Memories-（早川もえみ）
- 魔界学園III 完結編（氷河めぐみ）
- 魔神英雄伝ワタル3 CDシネマ2 浮遊界突入篇（マズルカ）
- 魔神英雄伝ワタル3 CDシネマ3 摩天楼激闘篇（マズルカ）
- 魔神英雄伝ワタル3 CDシネマ4 戦場大波乱篇（マズルカ）
- 魔神英雄伝ワタル3 CDシネマ5 牙王城炎上篇（マズルカ）
- 魔神英雄伝ワタル3 CDシネマ6 浮遊界沈没篇（マズルカ）

1993年
- 熱血最強ゴウザウラー SAURERS NOTE 3（朝岡しのぶ、長田秀三）
- 無責任艦長タイラー MUSIC FILE 2 一蓮托生（ユリコ・スター少佐）
- 無責任艦長タイラー MUSIC FILE 4 我田引水（ユリコ・スター少佐）
- 無責任艦長タイラー 無責任CDシングル2（ドラマ「A COOL DAY'S NIGHT前編」）（ユリコ・スター少佐）

1994年
- 機動武闘伝Gガンダム GUNDAM FIGHT-ROUND1&2（レイン・ミカムラ）
- 機動武闘伝Gガンダム GUNDAM FIGHT-ROUND3（レイン・ミカムラ）
- TWIN SIGNAL（クリス）
- ファイアーエムブレム 旅立ちの章（シーダ）
- 新世紀GPXサイバーフォーミュラ ROUND4 あなたとサイバーフォーミュラ・ナイト（葵今日子）
- 新世紀GPXサイバーフォーミュラ ROUND5 魔法のときめき少女ミラクルあすかちゅあん（葵今日子）
- 新世紀GPXサイバーフォーミュラ PICTURELAND3 ファースト・ラブ、ネバー・ラブ（葵今日子）
- 新世紀GPXサイバーフォーミュラ PICTURELAND4 SOME・DAY（葵今日子）
- 新世紀GPXサイバーフォーミュラ PICTURELAND5 湯煙の街の対決!（葵今日子）
- 無責任艦長タイラー MUSIC FILE 5 天真爛漫（ユリコ・スター少佐）
- 無責任艦長タイラー MUSIC FILE 6 運否天賦（ユリコ・スター少佐）
- 無責任艦長タイラー 無責任CDシングル3（ドラマ「A COOL DAY'S NIGHT後編」）（ユリコ・スター少佐）

1995年
- CDドラマ 英雄伝説III 〜白き魔女〜 「わかたれた湖」（リズ）
- 聖獣伝承ダークエンジェル（清）
- 人形草紙あやつり左近 CDブック 屋根裏部屋の悪夢（橘薫子）
- 覇王大系リューナイト CDシネマ1「カイオリスへの旅立ち」第1章（ミスリー）
- FALCOM SPECIAL BOX '96 [DISC2] CDドラマ ブランディッシュ外伝（エレーヌ）
- 新世紀GPXサイバーフォーミュラ PICTURELAND6 ZEROの幻影（葵今日子）
- 無責任艦長タイラー SOUND NOTE 1 YAH!YAH!YAH!（ユリコ・スター少佐）

1996年
- CDシアター ドラゴンクエストVI（サリイ）
- ストリートファイターEX（ほくと）
- 人形草紙あやつり左近 CDブック あだしが原心中鴉地獄（橘薫子）
- ホラーCDコレクション パラサイト・イヴ（長島聖美）
- 無責任艦長タイラー SOUND NOTE 2 DELIGHTFUL（ドラマ）（ユリコ・スター少佐）

1997年
- 太陽の勇者ファイバード ユリちゃんに愛の花束を…（天野ユリ）
- 新世紀GPXサイバーフォーミュラSAGA ROUND1 明日へのフォーカス（葵今日子）
- 新世紀GPXサイバーフォーミュラSAGA ROUND2 マスコットギャルズ・パニック（七瀬さつき、葵今日子）
- 新世紀GPXサイバーフォーミュラSAGA ROUND3 トラップ・オブ・ケルベロス（七瀬さつき、葵今日子）
- 新世紀GPXサイバーフォーミュラSAGA ROUND5 SAKURA（葵今日子、七瀬さつき）
- マダム・リリーの事件簿
- まもって守護月天! I LOVE YOUが言いたくて（ルーアン）

1998年
- ストリートファイターEX2（ほくと）
- まもって守護月天! 魔法のランプにおねがい（ルーアン）

1999年
- クイズなないろDREAMS 虹色町の奇跡 ドラマアルバム（小鳩真由美）
- 新世紀GPXサイバーフォーミュラ SAGAII ROUND1 真実の一瞬（葵今日子）
- 封神演義（竜吉公主）

2001年
- 新世紀GPXサイバーフォーミュラ SAGAII ROUND4 レディ!!（葵今日子、七瀬さつき）
- 新世紀GPXサイバーフォーミュラ SAGAII ROUND5 ジャガーのエンブレム（葵今日子）

2004年
- 瀬戸の花嫁（永澄の母）
- ドラマCD 八雲立つ 音盤物語 巻之参 鬼哭の辻・綺羅火（古代編）（小夜子）

2005年
- エトワールお嬢様の冒険 〜マール王国の人形姫・外伝〜（エトワール・ローゼンクイーン）

2008年
- 走れ!T高バスケット部 ドラマCD（小山先生）
- 隠の王 ドラマCD 『夏休み、別荘地盗難事件編』（一季）

2009年
- 鬼切様の箱入娘（母）
- 〜鏡花あやかし秘帖〜 夜叉の恋路（神谷の姉）
- きりん幼稚園へようこそ（水端千歌子）
- 楽園のうた ドラマCD 第1巻（真壁渚〈社長〉）

2018年
- ヤンキーショタとオタクおねえさん（かづ子母）

### 吹き替え

#### 映画
- 愛人/ラマン（エレーヌ〈リサ・フォークナー〉）※ソフト版
- ゲット・ショーティ（ニッキー〈レニー・プロップス〉）
- ザ・メイカー（エミリー・ペック〈メアリー＝ルイーズ・パーカー〉）
- シティ・スリッカーズ ※VHS版
- タイトロープ（ペニー・ブロック〈ジェニー・ベック〉）※フジテレビ版
- ダーククリスタル（キーラ〈リサ・マックスウェル〉）※NHK-BS版
- デッドライン/おまえを渡さない
- ゆかいな天使トラブルモンキー
- リーサル・ウェポン2/炎の約束（リアン・マータフ）※テレビ朝日版
- 霊幻道士7 ラストアクションキョンシー（ネンイン〈タム・ホイヤン〉）
- ロッキー5/最後のドラマ（ジュエル）

#### ドラマ
- 新 酔拳（尹紅梅〈アニタ・ユン〉）
- V（人類とビジターの混血児）

#### アニメ
- タイニー・トゥーンズ（カユーシ、ビリー）
- チップとデールの大作戦（タミー）※新吹き替え版
- わんぱくダック夢冒険（ウェビー・ヴァンダークワック）

### ラジオ
- 紅と蒼の伝説 ランドロック（文化放送）
- サンライズワールド（HBCラジオ：サンライズラヂオ内コーナー番組）
- 天野由梨の宇宙色プリズム（アール・エフ・ラジオ日本）
- 天野由梨のレイト・ホラーファンタジー（文化放送）
- ハミングバード情報局（文化放送：ノン子とのび太のアニメスクランブル内コーナー番組）
- 青春アドベンチャー
- 魔神英雄伝ワタル3（マズルカ）

### 舞台
- それは雨に始まった（こまばアゴラ劇場）

### CM
- エリエールフレンド
- 機動武闘伝Gガンダム LD・ビデオCM（レイン・ミカムラ）
- トヨタ「ガイア」
- 郵貯インフォマーシャル

### その他コンテンツ
- プラネタリウム映画「忍たま乱太郎 〜天狗の秘密と消えた階段〜」（月乃）
- 機動武闘伝Gガンダム プロローグ・III 飛躍編（インタビュー出演）
- 熱血最強ゴウザウラー 特撮!! ザウラーズ アフレコ風景（インタビュー出演）

## ディスコグラフィ
- シングル
  - 星屑のレクイエム（1994年10月5日）
- アルバム
  - フェアリー（1994年2月1日）
  - 無責任艦長タイラー MUSIC FILE 7 音吐朗朗（1994年9月21日）
  - ウォーターリリー〜水蓮〜（1994年12月1日）
  - 無責任艦長タイラー MUSIC FILE 8 百花繚乱（1994年12月21日）